# Hongchiba
Hongchiba (kinesiska: 红池坝) är en köping i sydvästra Kina. Den ligger i häradet Wuxi i storstadsområdet Chongqing, omkring 310 kilometer nordost om det centrala stadsdistriktet Yuzhong. Antalet invånare är 14 567. Befolkningen består av 6 984 kvinnor och 7 583 män. Barn under 15 år utgör 23,0 %, vuxna 15-64 år 63 %, och äldre över 65 år 12,0 %. Hongchiba köping bildades december 2017 genom en ombildning av socknen Zhonggang (中岗).